# Trasudato
Il trasudato è una sostanza liquida derivata dal plasma per ultrafiltrazione; in sostanza si tratta di una parte liquida del plasma che ha attraversato l'endotelio capillare di vasi normali o una membrana semi-permeabile; in genere è caratterizzato da un'alta fluidità e da un basso contenuto di proteine, cellule e detriti cellulari.
Il liquido extravasa negli spazi interstiziali dell'organismo (edema) per un disequilibrio dell'Equazione di Starling a cavallo della membrana endoteliale (es. diminuzione della pressione oncotica intraplasmatica, o aumento della pressione idraulica intraplasmatica)

## Differenze tra trasudato ed essudato
| Differenze tra trasudato ed essudato                          | Differenze tra trasudato ed essudato                                        | Differenze tra trasudato ed essudato |
| ------------------------------------------------------------- | --------------------------------------------------------------------------- | ------------------------------------ |
|                                                               | Trasudato                                                                   | Essudato                             |
| Cause principali                                              | Incremento della pressione idrostatica, decremento della pressione oncotica | Infiammazione                        |
| Aspetto                                                       | Trasparente                                                                 | Torbido                              |
| Gravità specifica                                             | < 1,012                                                                     | > 1,020                              |
| Contenuto proteico                                            | < 25 g/l                                                                    | > 35 g/l                             |
| proteine liquide proteine sieriche                            | < 0,5                                                                       | > 0,5                                |
| Differenza di contenuto di albumina con l'albumina del sangue | > 1,2 g/dl                                                                  | < 1,2 g/dl                           |
| LDH del liquido Limite superiore sierico                      | < 0,6                                                                       | > 0,6                                |
| Contenuto di colesterolo                                      | < 45 mg/dl                                                                  | > 45 mg/dl                           |
| Vedi anche: reazione di Rivalta                               |                                                                             |                                      |

Il trasudato si distingue dall'essudato, liquido di tipo infiammatorio fuoriuscito da vasi resi permeabili, che contiene una concentrazione più elevata di proteine, cellule e detriti cellulari; entrambi i termini rientrano nella più generica definizione di versamento.
Per la distinzione tra essudato e trasudato si possono utilizzare o la conta dei livelli di L-lattato deidrogenasi o la reazione di Rivalta.
Il ruolo principale dell'essudato è quello di proteggere gli elementi della pelle e di altre sostanze sottocutanee contro gli effetti del contatto con clima e l'ambiente esterno e con altre sostanze. Svolge anche un ruolo igienico nell'apparato tegumentario.
Il trasudato solitamente appare più chiaro dell'essudato.

## Patologia
Le cause patologiche più comuni del trasudato includono: condizioni che aumentano la pressione idrostatica nei vasi, insufficienza cardiaca ventricolare sinistra, diminuzione della pressione oncotica colloide nei vasi sanguigni, cirrosi (la cirrosi porta a ipoalbuminemia e la diminuzione della pressione oncotica colloidale nel plasma provoca edema)  e la sindrome nefrosica (anche a causa dell'ipoalbuminemia causata da proteinuria).